# نانچونگ
نانچونگ (به لاتین: Nanchong) یک شهر مرکزی در جمهوری خلق چین است که در سیچوآن واقع شده‌است.

## خصوصیات
نانچونگ ۱۲٬۴۷۹٫۹۶ کیلومترمربع مساحت و ۶٬۲۷۸٬۶۱۴ نفر جمعیت دارد و ۳۴۰ متر بالاتر از سطح دریا واقع شده‌است.